# 罗宗贤 (1925年)
罗宗贤（1925年—1968年），男，直隶（今河北）定县人，中国作曲家，曾任中国人民解放军总政治部文艺工作团编导、创作员。